# Vittorio Amedeo Costa
Vittorio Amedeo Filiberto Costa, conte di Trinità (* 1698 in Turin; † 2. Mai 1777 ebenda) war ein General und Vizekönig von Sardinien.

## Leben
Vittorio Amedeo Costa, Graf von Trinità, stammte aus einer alten piemontesischen Adelsfamilie, die zahlreiche hohe Offiziere hervorbrachte. Zwei seiner Brüder schlugen ebenfalls eine Offizierslaufbahn in der piemontesischen Armee ein.
Vittorio Amedeo Costa wurde an der Militärakademie Turin ausgebildet. 1734 kommandierte er als Oberst das Fremdenregiment Lombardia, mit dem er sich im Polnischen Thronfolgekrieg in der Schlacht bei Guastalla auszeichnete. Im Österreichischen Erbfolgekrieg nahm er unter anderem an der Schlacht bei Camposanto, an der Rückeroberung von Asti, an der Befreiung von Alessandria und an Abwehrkämpfen bei Nizza teil. 1744 wurde Costa zum Brigadier befördert, im folgenden Jahr zum Generalmajor und im Februar 1749 zum Generalleutnant. Als solcher blieb er bis 1755 Militärgouverneur der Stadt und der Grafschaft Nizza. Von 1755 bis 1758 befand er sich als Generalkapitän und Vizekönig auf Sardinien, wo er sich unter anderem um die Reform der Verwaltung und um die Wiederbevölkerung abgelegener Gebiete kümmerte. Anschließend diente Costa als Gouverneur von Tortona und Novara. 1763 wurde er Großmeister des königlichen Hauses, 1771 General der Infanterie. Costa wurde 1741 Ritter des Mauritianischen und 1763 des Annunziaten-Ordens.